# Young Crazy
Young Crazy è un EP del cantante italiano Achille Lauro, pubblicato il 28 aprile 2015 sul canale ufficiale YouTube dell'etichetta discografica Roccia Music.
Tutte le tracce vennero in seguito incluse nella versione deluxe di Dio c'è, secondo album in studio dell'artista.

## Tracce
1. Dio ricordati – 3:40
2. Bed & Breakfast (feat. Simon P) – 3:49
3. Un sogno dove tutti muoiono – 3:46
4. Ragazzi fuori – 4:18
5. La Bella e La Bestia – 4:12